# Énergie au Ghana
Le secteur de l'énergie au Ghana est marqué par d'importantes ressources en hydrocarbures, dont la part dans la production d'énergie primaire atteint 71 % en 2019. La biomasse traditionnelle représente encore 37,7 % de la consommation d'énergie primaire, presque autant que le pétrole.
Le Ghana exporte près de 90 % de sa production de pétrole brut, 39 % de celle de gaz naturel et 7,5 % de celle d'électricité. Il importe 86 % de ses besoins de produits pétroliers.
La consommation d'énergie primaire par habitant du Ghana en 2019 était égale à 19 % seulement de la moyenne mondiale et 56 % de la moyenne africaine, et la consommation d'électricité à 14 % de la moyenne mondiale. La consommation d'énergie primaire est composée de 57,6 % d'énergies fossiles (pétrole : 41 %, gaz naturel : 16,6 %), 43,3 % d'énergies renouvelables (37,7 % de biomasse, 5,6 % d'hydroélectricité, 0,04 % de solaire), moins 1,0 % d'exportations d'électricité
L'électricité représentait 14,5 % de la consommation finale d'énergie en 2019. Elle est produite à 57,7 % à partir de combustibles fossiles (gaz naturel : 41,6 %, pétrole : 16,1 %) et 42,3 % à partir d'énergies renouvelables (42 % d'hydroélectricité et 0,3 % de solaire).
Les émissions de CO2 liées à l'énergie par habitant représentent seulement 14 % de la moyenne mondiale et 62 % de la moyenne africaine.

## Production d'énergie primaire
La production d'énergie primaire atteignait 701,8 PJ en 2019, en progression de 282 % par rapport à 1990. Elle était composée de 63,1 % de pétrole, 8 % de gaz naturel, 25,2 % de biomasse 3,7 % d'hydroélectricité et 0,03 % de solaire.

### Pétrole
La compagnie irlandaise Tullow Oil découvre en 2007 le gisement de Jubilee au large des côtes ghanéennes. La production commence en 2010, année où un second gisement est découvert : Enyenra, partie du projet TEN (Tweneboa-Enyenra-Ntomme), dont la production commence en 2016.
Le 23 septembre 2017, le Tribunal international du droit de la mer (TIDM), installé à Hambourg, en Allemagne, statue sur le différend opposant le Ghana et la Côte d’Ivoire à propos de leur frontière maritime. Le jugement donne satisfaction à l’essentiel des revendications du Ghana, qui avait engagé la procédure en décembre 2014. Le gisement Tweneboa-Enyenra-Ntomme (TEN), découvert en 2009 par Tullow Oil, est donc ghanéen.
En mai 2021, ExxonMobil annonce son retrait du pays. Le pétrolier américain avait été le premier à se lancer dans l’exploration en 2018 dans le bloc en eaux profondes de Cape Three Points, à 57 miles au large des côtes ghanéennes, pour une période d’exploitation de six ans.
En 2022, Tullow Oil prévoit pour 2025 une production de 100 000 bl/j à Jubilee et de 50 000 bl/j à TEN.

## Exportations et importations
Les exportations nettes de pétrole brut (397,6 PJ) représentent 89,8 % de la production (442,8 PJ), mais le Ghana importe 170,8 PJ de produits pétroliers. 39 % de la production de gaz naturel est exportée. Les exportations nettes d'électricité (4,7 PJ) représentent 7,5 % de la production électrique.

## Consommation d'énergie primaire
La consommation d'énergie primaire par habitant du Ghana s'élevait en 2019 à 15,4 GJ, soit seulement 19 % de la moyenne mondiale : 79,1 GJ et 56 % de la moyenne africaine : 27,4 GJ ; celle de la France était de 150,5 GJ, celle de l'Afrique du sud de 100,2 GJ, celle de la Chine de 101,5 GJ et celle des États-Unis de 282 GJ
La consommation d'énergie primaire du Ghana s'est élevée à 468,3 PJ en 2019. Elle est composée de 57,6 % d'énergies fossiles (pétrole : 41 %, gaz naturel : 16,6 %), 43,3 % d'énergies renouvelables (37,7 % de biomasse, 5,6 % d'hydroélectricité, 0,04 % de solaire), moins 1,0 % d'exportations d'électricité.

## Consommation finale d'énergie
La consommation finale d'énergie du Ghana s'élevait à 346,9 PJ en 2019, dont 50,2 % de consommation directe de combustibles fossiles (pétrole : 49,4 %, gaz naturel : 0,8 %), 35,4 % de biomasse et 14,5 % d'électricité. Sa répartition par secteur est la suivante : industrie 17,7 %, transport 34,3 %, secteur résidentiel 40,3 %, secteur tertiaire 5,4 %, agriculture 0,9 %, pêche 0,7 %, usages non énergétiques (chimie) 0,7 %.

## Secteur de l'électricité

### Production d'électricité
Le Ghana a produit 17,28 TWh en 2019, dont 57,7 % à partir de combustibles fossiles (gaz naturel : 41,6 %, pétrole : 16,1 %) et 42,3 % à partir d'énergies renouvelables (42 % d'hydroélectricité et 0,3 % de solaire).

#### Projets de centrales nucléaires
Le Ghana a mis en place son Autorité de sûreté nucléaire en 2016. Le président Nana Akufo-Addo a approuvé, en 2022, l’inclusion du nucléaire dans le mix électrique du pays. Il a signé en 2022 un partenariat avec les États-Unis et le Japon via le programme FIRST destiné à aider les pays à développer un programme nucléaire basé sur la construction de SMR américains.

#### Énergies renouvelables

##### Hydroélectricité

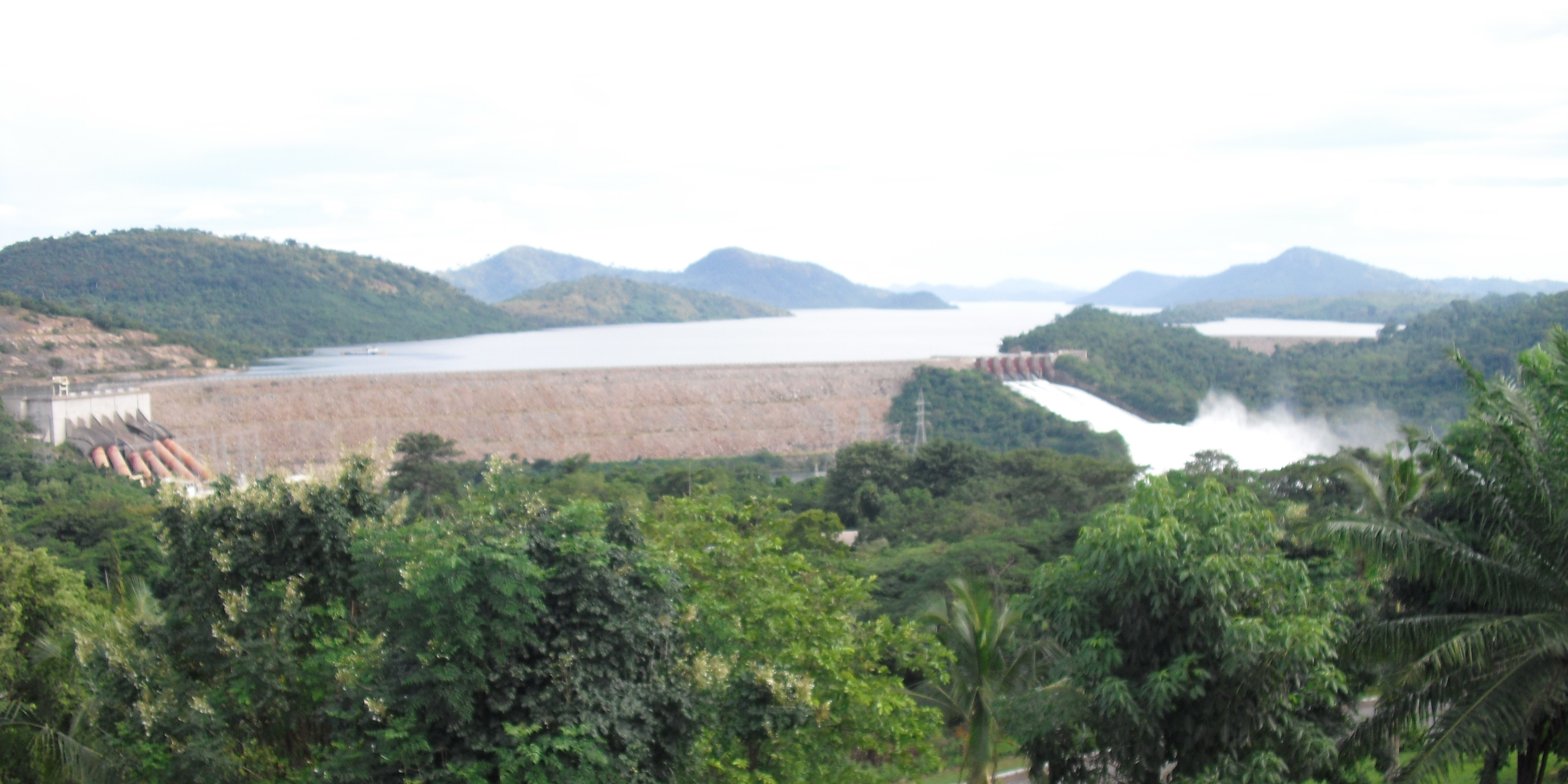
Barrage d'Akosombo, 2010

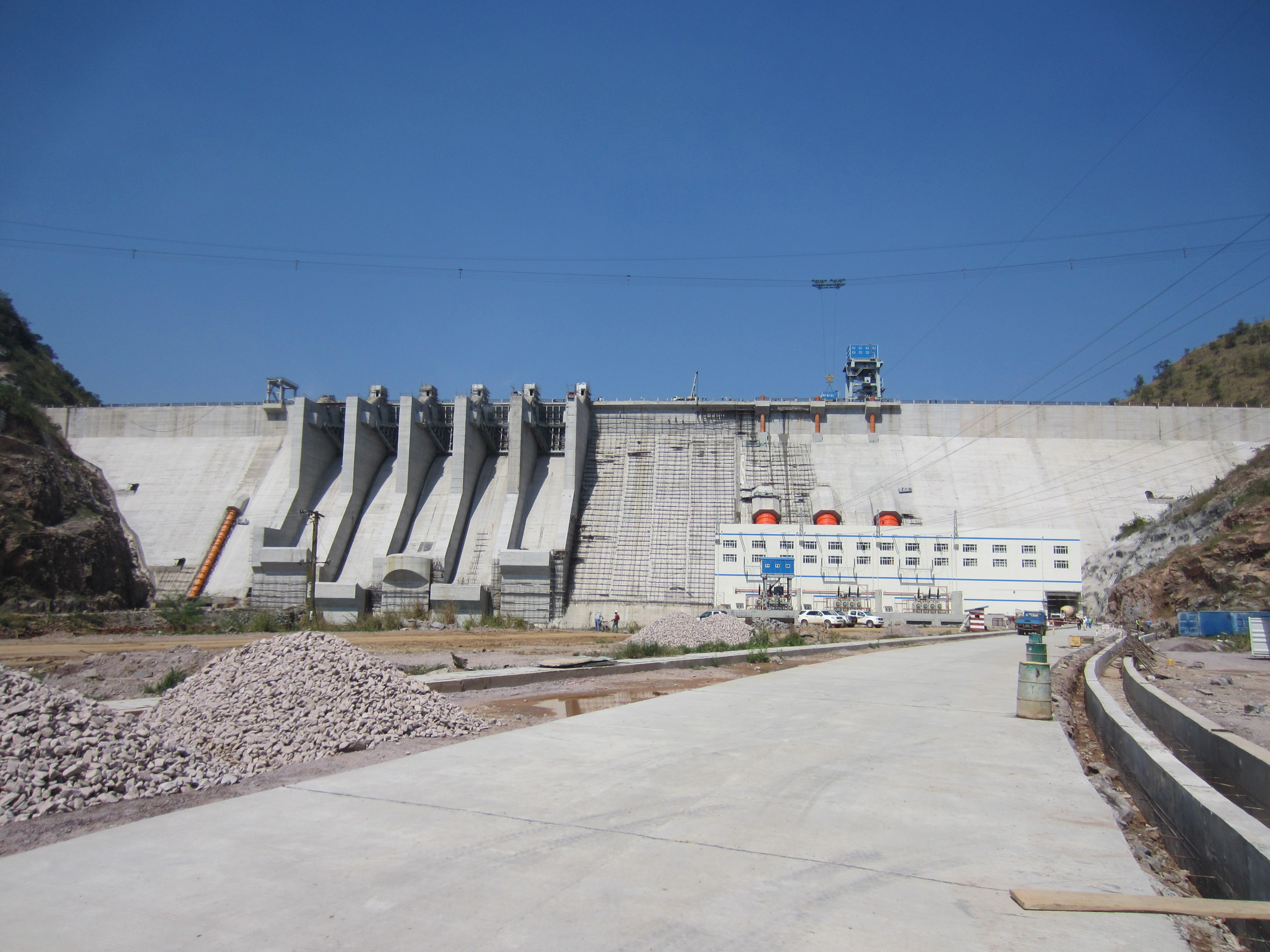
Barrage de Bui, 2013.

Selon l'International Hydropower Association (IHA), la production hydroélectrique de l' s'est élevée à 7 TWh en 2021, soit 0,16 % de la production mondiale et 4,8 % de celle de l'Afrique, au 9e rang en Afrique, derrière la Zambie : 15 TWh, le Mozambique : 15 TWh, l'Éthiopie : 14 TWh, l'Égypte : 14 TWh et l'Angola : 11 TWh, etc. La puissance installée des centrales hydroélectriques du Ghana totalisait 1 584 MW fin 2021, soit 4,1 % du total africain, au 11e rang en Afrique, loin derrière l'Éthiopie (4 074 MW).
Le barrage d'Akosombo, construit de 1961 à 1965 par la Volta River Authority sur le fleuve Volta, a créé l'un des plus grands lacs artificiels au monde, qui couvre 3,6 % de la surface du Ghana. Pour construire le barrage, il a fallu déplacer 80000 personnes, soit 1 % de la population du pays à l’époque. Sa centrale, d'une puissance installée de 1 020 MW, était destinée initialement pour l'essentiel à alimenter en électricité l'usine d'aluminium de la compagnie californienne Kaiser Aluminum.
Le barrage de Kpong, construit de 1977 à 1982 sur le fleuve Volta en aval d'Akosombo, appartient à la Volta River Authority. Sa centrale (160 MW) a été réhabilitée en 2020.
Le barrage de Bui, construit par l'entreprise chinoise Sinohydro de 2009 à 2013 sur la Volta Noire, au nord-est du Ghana, alimente une centrale de 400 MW

##### Solaire

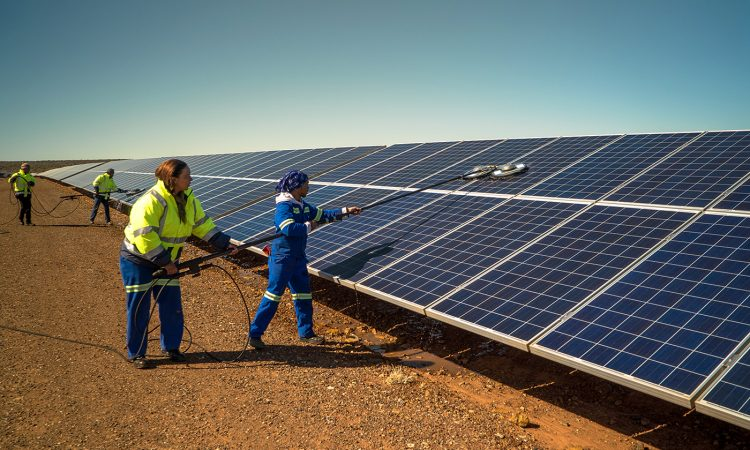
Nettoyage de panneaux solaires au Ghana, 2017.

La première centrale solaire ghanéenne de taille commerciale (20 MWc), construite à Gomoa Onyandze, à70 km d'Accra par la compagnie chinoise Beijing Xiaocheng Company, a été mise en service en avril 2016. Le même mois a été inaugurée à Kpone la première usine de fabrication de modules photovoltaïques du Ghana, avec une capacité de production de 30 MWc par an,.
La deuxième (20 MWc) a été inaugurée en septembre 2018 à Gomoa Onyaadze, près de Winneba. Trois autres centrales étaient alors en développement : Tamale (20 MWc) et deux projets de la Volta River Authority de 12 MWc dans la région du Haut Ghana occidental.
La centrale de Nzema (155 MWc) est en construction en 2018 dans la région occidentale.

### Consommation d'électricité
Selon l'Agence internationale de l'énergie, la consommation moyenne par habitant s'élève à (444 kWh), soit 14 % de la moyenne mondiale (3 265 kWh), 79 % de celle de l'Afrique (560 kWh) et 12 % de celle de l'Afrique du sud (3 835 kWh).

## Impact environnemental
Selon l'AIE, les émissions de CO2 liées à l'énergie par habitant s'élèvent à 0,60 tonne en 2019 au Ghana, soit seulement 14 % de la moyenne mondiale : 4,39 tonnes, 62 % de la moyenne africaine : 0,97 tonne et 8 % de celle de l'Afrique du sud : 7,40 tonnes.